# Манастир Јерменчић
Манастир Јерменчић налази се на Озрену, на 850 м надморске висине, са црквом посвећеном Светим арханђелима Гаврилу и Михаилу. Од Сокобање је удаљен 8 км, а поред манастира протиче Чучуњска река.
У непосредној близини манастира Јерменчић налази се велики број извора, чак осам, од којих је два каптирао сам хајдук Вељко. Данас у манастиру нема свештених лица, али постоје покушаји да манастир поново оживи. Писаних докумената о постанку и развоју манастира нема, јер су уништени за време паљења манастира од стране Турака 1796. године.

## Прошлост
По једном предању манастир су подигли јерменски војници 1392. године, који су као вазална војска учествовали у боју на Косову на страни Турака. Када су видели да се боре против хришћана, напустили су битку, прешли на страну Срба. По другим причама ради се о Јерменима који су бежали од Турака. Они су подигли манастир, за који се прича да је био веома богат и да је бројао преко 400 монаха. По другом извору манастир су подигли јерменски монаси. Калуђери су после турског разарања избегли на Фрушку гору. Црква је обновљена за време Првог српског устанка по заповести српског вожда Карађорђа.
Средином 19. века Јерменчић је „манастириште” у месту Јерменчићу. То је стара „црквина” на коју је 1864. године скренула пажњу једна жена. Почео се ту од тада побожни народ окупљати и од прилога ће уследити обнова. Наводно је 1875. године када је извршена оправка приход износио 15—20.000 гроша капитала. Прве остатке манастира открио je Наста Костић из Сокобање у Српско-турском рату, и тада је подигнута једнобродна црква од камена, после чега је више пута мењана. Спомен-чесма поред манастира изграђена је 1874. године, а звоник 1875. године.
Манастирске реликвије нису сачуване, изузев бронзаног печата у облику ромбоида, који на једној страни има се лик Светог архангела, а на другој мотив са источњачком шаром.
У манастиру од 70-их година не живи нико, а један од последњих монаха био је јеромонах Емилијан Станковић (1970). Последња реконструкција и обнова манастира је извршена 1992. године. Сваке године, на Светог архангела Гаврила, 26. јула, организује се сабор, када се код манастира окупља велики број људи.